# Rush Poppers

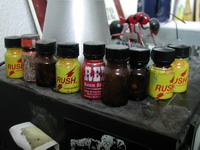
各种类型的Poppers。在中文圈中Poppers亦被称作RUSH，这个名字来源于同名的Poppers。

Rush Poppers，又可简称芳香剂、Rush或Poppers，是各种亚硝酸酯——特别是亚硝酸异丙酯（isopropyl nitrite）、亚硝酸异丁酯（isobutyl nitrite）以及较为罕见的亚硝酸正丁酯（butyl nitrite）和亚硝酸异戊酯（amyl nitrite）——的代称。
亚硝酸异戊酯在医学上常用作氰化物中毒的解毒剂，但是“Poppers”一词仅限于指代其作为娱乐性药物。亚硝酸异戊酯及其他数种亚硝酸酯常见于空气清新剂、磁头清洁剂及指甲油去除剂中，因此也常会被用于提高性快感。这些产品自20世纪70年代起成为了一种俱乐部文化。
尽管至少有一份分析指出，Poppers对于社会和个体的危害风险相比其他娱乐性药物所带来的风险要小，但是有其他的案例表明其可能导致严重的副作用。一份在《新英格兰医学杂志》发表的信件表示，一位眼科医师记录了四例因使用Poppers导致视力发生临时性变化的案例。有些证据表明即便是偶尔使用也可能会影响视力。
意外吞咽Popper瓶中之液体（而不是吸入液体的挥发物）是相当危险的，并且可能会致命。

## 历史
1844年，法国化学家安托萬·傑羅姆·巴拉爾合成了亚硝酸异戊酯。苏格兰内科学家托马斯·劳德·勃隆顿爵士（1844年3月14日–1916年9月16日）受到先前其与亚瑟·甘吉及本傑明·沃德·理查德森研究的启发，最先将亚硝酸异戊酯用于治疗心绞痛。勃隆顿爵士推论认为，亚硝酸异戊酯会使患者的冠状动脉扩张，进而增加流向心脏肌肉的血流，因而缓解心绞痛。
进一步研究表明，少量的亚硝酸烷基酯会促使可用作氰化物中毒解毒剂的高铁血红蛋白的生成。当高铁血红蛋白遇到氰化物后会合成为无毒的氰化高铁血红蛋白。急救人员通常会携带一个包含亚硝酸酯的氰化物中毒急救包，例如常见的Taylor Pharmaceutical氰化物中毒解毒剂。
《时代》杂志和《华尔街日报》曾报道“Poppers潮”初现于男性同性恋中用于增强性快感，随后因为产品营销而“快速传播到前卫的异性恋中”。20世纪70年代的一系列采访表明Poppers的用户群体及其广泛，包括建筑工人、在“纽约新潮夜店”的“时尚的纽约东区夫妇”、“陷于忙碌的公关工作”的洛杉矶女商（她向采访者透露“我现在就想用Poppers”）以及在“全国各地的闪光灯下和迪斯科舞曲中”的狂热迪斯科舞者。
尽管很难获得用户调查，但1988年的一份研究表明在巴尔的摩及华盛顿哥伦比亚特区，百分之六十九的男男性行为使用了Poppers，而前一年的使用率为百分之二十一。调查也发现该地区中百分之十一的娱乐性药物使用者使用Poppers，其中百分之二十二为“重度滥用者”，首次使用Poppers的平均年龄为25.6岁。上述测量组均使用Poppers来达到吸毒后的快感，但是参与男男性行为的参测者通常更习惯在性行为中使用。报告指出这类参测者在艾滋病爆发后减少了Poppers的使用，而将Poppers用于娱乐性药品的测量组并无减少使用的迹象。1987年美国参议员委托美国卫生及公共服务部的调查表明，全美少于百分之三的人口曾使用过Poppers。
由于各大制药厂出于公共关系和各项法规的限制，很少有未成年人使用Poppers的案例。2005年发表的一份论文关注了2000年及2001年的全美药物使用调查中12岁－17岁的青少年承认使用Poppers的数据。总体而言，百分之一点五的青少年受访者承认曾使用Poppers，而在大于14岁的青少年受访者中这个比例为百分之一点八。使用Poppers亦和居住于非都会地区、先前曾使用（与药物滥用治疗无关的）心理健康服务、过失行为、受访前一年的酒精及药物滥用和依赖以及多重药物使用有关。和这个调查相反的是，在英格兰西北地区，百分之二十自行报告使用Poppers的案例为16岁的未成年人。

## 效果
吸入亚硝酸酯能够放松全身上下平滑肌，包括肛门和阴道处的括约肌。尚不清楚亚硝酸酯是否会对大脑产生直接的影响，但是由于吸入后会使血管周围的肌肉松弛，血管会扩张因而血压会降低，这会使使用者在几分钟内体会到激动和暖意。因此，不能在服用西地那非或他达拉非的同时使用Poppers，因为这两种药物亦会降低使用者的血压，进而可能会威胁生命。亚硝酸烷基酯常被用作俱乐部毒品以增强性快感。用药后因心跳加快所导致的眩晕感、愉悦感及其他感觉被认为能够增强性欲和快感。

## 健康问题

选自《柳叶刀》的数据表明，亚硝酸烷基酯在二十种常见娱乐性药物中的药物成瘾性为倒数第二，生理危害程度为倒数第三。

《默氏诊疗手册》（Merck Manual of Diagnosis and Therapy）表明近乎没有证据能证明吸入亚硝酸烷基酯会造成严重的生理伤害。基于对于个体和社会危害程度的科学证据，一份由英国政府顾问设计将药物和危害程度排列的调查显示，包括酒精和烟草在内，Poppers相比于其他娱乐性药物对于个体和社会的潜在危害要小得多。1983年一份美国消费者产品安全委员会的简报指出“现有的伤害报告并不能表明滥用Poppers会导致严重的伤害或疾病”。
常见的副作用包括头痛，在某些情况下会初现暂时的勃起问题。其他的风险包括如果Poppers的液体溅撒在皮肤上则可能会导致烧伤。
罕见的情况下，过量使用Poppers则可能会导致窒息、心律不整、心血管抑制、一氧化碳中毒、肝肾中毒、面部皮肤炎以及粘膜、肺部或皮肤的瘙痒。罕见情况下（因超量使用Poppers而诱发）亦可导致正铁血红蛋白血症和溶血反应。因吞咽（而非吸服）导致的过量用量可能会导致发绀、失去意识、昏迷甚至死亡。过量使用Poppers会促进高铁血红蛋白的生成，这时需使用亚甲蓝治疗。意外吞服戊亚硝酸酯或丁基亚硝酸酯可能会诱发类脂性肺炎。
亚硝酸烷基酯禁忌与血管舒张剂——包括西地那非（Sildenafil，俗称“伟哥”；商品名“万艾可”、“威而钢”）和他达拉非（Tadalafil，商品名“希爱力”）——同时使用。因两者均能使血管舒张，同时使用可能导致低血压，进而导致晕厥、中风或心脏病。

### 潜在的眼部影响
Poppers可能增加眼压，患有青光眼的人士应避免使用。一份发布的案例总结到，“在使用亚硝酸异戊酯治疗心绞痛的超过一百年的历史中，没有类似的案例（即因使用亚硝酸异戊酯导致视力丧失）出现；就药理学而言很难指出视力丧失的机理”。
在近来英国和法国的案例中，Poppers亦被认为会损伤视网膜黄斑。

### 与艾滋病爆发的关联
Poppers常被误认为和艾滋病、HIV感染和卡波西氏肉瘤（Kaposi's scarcoma，一种和艾滋病相关的癌症）有关。在艾滋病爆发初期，一种假说认为Poppers与其有关，而这个假说多基于艾滋病重估运动的伪科学。

## 化学性质
Poppers的主要成分为亚硝酸酯（化合物结构为R–ONO）。更正式的说法应为亚硝酸烷基酯。
亚硝酸酯类中前几类为具有挥发性的液体；亚硝酸甲酯和亚硝酸乙酯在标况下为气体。
亚硝酸的有机化合物可通过醇与亚硝酸钠在硫酸中反应制备。反应会缓慢生成氮氧化物、水、醇类和醛的聚合物。
物理和化学性质（Sutton, 1963年）：
|                  | 亚硝酸异丙基酯          | 亚硝酸-2-甲基丙酯 | 亚硝酸异戊酯      | 亚硝酸丁酯      |
| ---------------- | ----------------------- | ----------------- | ----------------- | --------------- |
| 化学式           | (CH3)2CHONO             | (CH3)2CHCH2ONO    | (CH3)2CHCH2CH2ONO | CH3(CH2)2CH2ONO |
| 分子量 (g·mol−1) | 89.09                   | 103.12            | 117.15            | 103.12          |
| 物理状态         | 透明淡黄色油状液体      | 无色液体          | 透明液体          | 油状液体        |
| 沸点 (℃)         | 39℃（760 mmHg下，后同） | 67                | 97–99             | 78.2            |
| 比重             |                         | 0.8702（20/20℃）  | 0.872             | 0.9144（0/4℃）  |

## 合法性
亚硝酸异戊酯由伯勒斯·惠康制药公司（现葛兰素史克）和礼来公司生产，最初以小瓶安瓿装瓶，折断瓶颈后即可释放挥发性气体。因为折断瓶颈时会发出“砰”的声音（popping sound），这也是Poppers名字的由来（意译为“会发出砰声的东西”）。现在，Poppers多改变了配方：在欧洲出售的Poppers多包含亚硝酸异丁酯（isopropyl nitrite），亚硝酸异丙酯（isobutyl nitrite）则因法律原因禁止销售，在美国多为亚硝酸异丙酯（isobutyl nitrite），而在加拿大多为亚硝酸异戊酯（amyl nitrite, isopentyl nitrite）。

### 台灣
在台灣，該藥劑核可證字號已過期，故屬非法藥劑——違禁藥，不得販售/轉讓/寄放或供他人使用，在台境內無合法取得管道。法務部公告稱其為亞硝酸酯類(Nitrites)，屬於吸入性濫用物質（如同一氧化二氮），並非毒品。

### 美国
在美国，亚硝酸异戊酯做出于1937年作为处方药出售，后于1960年因安全记录良好，美国食品药品监督管理局（FDA）去除了处方的要求。1969年FDA在发现亚硝酸异戊酯的娱乐性需求增长后又重新要求购买时需出示处方。
其他的亚硝酸酯在1988年国会通过的反药物滥用法案中禁止，但该法案给出了“商业使用”这一例外。法案中，“商业使用”定义为任何除了将挥发性亚硝酸酯用作吸入剂或是将挥发性亚硝酸酯注入人体以达到愉悦感的应用。该法案于1990年生效。因此，一些生产商据此修改了配方以符合法案。由于环己亚硝酸酯并不违法，许多磁头清洁剂、指甲油去除剂和空气清新剂均改用此配方。

### 法国
在法国，因为潜在的安全因素，自1990年起政府禁止销售含有丁基亚硝酸酯和亚硝酸异戊酯（及其同分异构体）的产品。2007年政府将此限制扩展到所有的非药用亚硝酸烷基酯。在性用品商店物主起诉后，法国国务委员会认定政府未能为该法案的扩展做出合理的解释因而将其废除；委员会认为即便存在罕见的事故也是因为非正常使用，而这个风险应通过包装上的强制警示告知使用者。

### 英国
在英国，Poppers常常合法地在同性恋酒吧、性用品商店，娱乐性药物用品店（drug paraphernalia head shops）以及网络上销售。根据1968年药物法案，将Poppers当作供人摄入的产品是非法的，因此为了使其合法，商家其多以除臭剂的形式销售。

## 相关文艺作品
- 《蓝丝绒》，1986年的电影，含有亚硝酸异戊酯吸入的场景。